# Maria Aronsson
Ida Maria Aronsson, född 23 december 1983 i Västerlösa församling, är en svensk tidigare fotbollsspelare (anfallare) som spelade i LdB FC Malmö säsongerna 2008 och 2009.

## Meriter
Maria Aronsson hade efter säsongen 2009 gjort totalt 48 mål på sina 126 allsvenska matcher för LdB FC och Linköpings FC.